# Championnats d'Afrique d'haltérophilie 1989
Navigation
Édition précédente Édition suivante
Les championnats d'Afrique d'haltérophilie 1989 sont la 5e édition des championnats d'Afrique d'haltérophilie. Ils se déroulent du 18 au 22 juin 1989 à la 
Salle Moussa-Chiraf de Boufarik, en Algérie. 

## Programme
Le programme de la compétition est le suivant :
- dimanche 18 juin 1989 : cérémonie d'ouverture , exhibition des juniors algériens à la Salle Moussa-Chiref de Boufarik (Algérie)
- lundi 19 juin 1989 : 
  - fin d'après-midi : moins de 52 kg, moins de 56 kg
  - dans la soirée : moins de 60 kg et moins de 67,5 kg
- mardi 20 juin 1989 : moins de 75 kg, moins de 82,5 kg, et moins de 90 kg
- mercredi 21 juin 1989 : moins de 100 kg, moins de 110 kg et plus de 110 kg
- jeudi 22 juin 1989 . cérémonie de cloture .

## Médaillés
| Épreuve     | Or                                    | Argent                                | Bronze                           |       |       |
| 52 kg       | 52 kg                                 | 52 kg                                 | 52 kg                            | 52 kg | 52 kg |
| ----------- | ------------------------------------- | ------------------------------------- | -------------------------------- | ----- | ----- |
| Arraché     | Mustapha Boumdjit (MAR) 90 kg         | Mahmoud Ramadan (EGY) 90 kg           | Rahouma Khelifa (LBA) 87,5 kg    |       |       |
| Épaulé-jeté | Mahmoud Ramadan (EGY) 110 kg          | Mohamed Benmoussa (ALG) 107,5 kg      | Rahouma Khelifa (LBA) 105 kg     |       |       |
| Total       | Mahmoud Ramadan (EGY) 200 kg          | Rahouma Khelifa (LBA) 192,5 kg        | Mohamed Benmoussa (ALG) 192,5 kg |       |       |
| 56 kg       |                                       |                                       |                                  |       |       |
| Arraché     | Ridha Ayachi (TUN) 100 kg             | Aboubaker Hamidène (LBA) 85 kg        |                                  |       |       |
| Épaulé-jeté | Ahmed Tarbi (ALG) 127,5 kg            | Ridha Ayachi (TUN) 115 kg             | Aboubaker Hamidène (LBA) 105 kg  |       |       |
| Total       | Ridha Ayachi (TUN) 215 kg             | Aboubaker Hamidène (LBA) 190 kg       | Ahmed Tarbi (ALG) 127,5 kg       |       |       |
| 60 kg       |                                       |                                       |                                  |       |       |
| Arraché     | Azzedine Basbas (ALG) 112,5 kg        | Mahmoud Ramdane (EGY) 102,5 kg        | Mohamed El-Waer (LBA) 95 kg      |       |       |
| Épaulé-jeté | Azzedine Basbas (ALG) 137,5 kg        | Mahmoud Ramdane (EGY) 135 kg          | Osan Bousheid (MAR) 130 kg       |       |       |
| Total       | Azzedine Basbas (ALG) 250 kg          | Mahmoud Ramdane (EGY) 237,5 kg        | Osan Bousheid (MAR) 220 kg       |       |       |
| 67,5 kg     |                                       |                                       |                                  |       |       |
| Arraché     | Hamdy Basiony Hassan (EGY) 135 kg     | Abdelmounaim Yahiaoui (ALG) 130 kg    |                                  |       |       |
| Épaulé-jeté | Hamdy Basiony Hassan (EGY) 165 kg     | Abdelmounaim Yahiaoui (ALG) 160 kg    |                                  |       |       |
| Total       | Hamdy Basiony Hassan (EGY) 300 kg     | Abdelmounaim Yahiaoui (ALG) 290 kg    | Zoheir Harik (ALG) 250 kg        |       |       |
| 75 kg       |                                       |                                       |                                  |       |       |
| Arraché     | Khalil Amine (EGY) 140 kg             | Yasser Abdelgha (EGY) 140 kg          | Jerbi Mekki (TUN) 120 kg         |       |       |
| Épaulé-jeté | Khalil Amine (EGY) 170 kg             | Yasser Abdelgha (EGY) 160 kg          | Jerbi Mekki (TUN) 157,5 kg       |       |       |
| Total       | Khalil Amine (EGY) 310 kg             | Yasser Abdelgha (EGY) 300 kg          | Jerbi Mekki (TUN) 277,5 kg       |       |       |
| 82,5 kg     |                                       |                                       |                                  |       |       |
| Arraché     | Mohamed Abouyazid Iheb (EGY) 135 kg   | El Moutachaker (MAR) 120 kg           | Noufel Meaoui (TUN) 117,5 kg     |       |       |
| Épaulé-jeté | Mezouar (ALG) 175 kg                  | Mohamed Abouyazid Iheb (EGY) 172,5 kg | El Moutachaker (MAR) 150 kg      |       |       |
| Total       | Mohamed Abouyazid Iheb (EGY) 307,5 kg | El Moutachaker (MAR) 270 kg           | Noufel Meaoui (TUN) 265 kg       |       |       |
| 90 kg       |                                       |                                       |                                  |       |       |
| Arraché     | Rached Ahmed (EGY) 145 kg             | El Maghrissi (LBA) 135 kg             | Adel Houidi (TUN) 130 kg         |       |       |
| Épaulé-jeté | Rached Ahmed (EGY) 180 kg             | Adel Houidi (TUN) 165 kg              | El Maghrissi (LBA) 165 kg        |       |       |
| Total       | Rached Ahmed (EGY) 325 kg             | El Maghrissi (LBA) 300 kg             | Adel Houidi (TUN) 295 kg         |       |       |
| 100 kg      |                                       |                                       |                                  |       |       |
| Arraché     | El Mahgoub (EGY) 140 kg               | Driss Rahti (ALG) 135 kg              | Abdelrazzek Mesbah (LBA) 130 kg  |       |       |
| Épaulé-jeté | El Mahgoub (EGY) 170 kg               | Driss Rahti (ALG) 160 kg              | Abdelrazzek Mesbah (LBA) 160 kg  |       |       |
| Total       | El Mahgoub (EGY) 310 kg               | Driss Rahti (ALG) 295 kg              | Abdelrazzek Mesbah (LBA) 290 kg  |       |       |
| 110 kg      |                                       |                                       |                                  |       |       |
| Arraché     | Khalil Said (EGY) 160 kg              | Omar Yousfi (ALG) 143 kg              | Moustapha Ashad (LBA) 138 kg     |       |       |
| Épaulé-jeté | Khalil Said (EGY) 205 kg              | Omar Yousfi (ALG) 182 kg              | Moustapha Ashad (LBA) 159 kg     |       |       |
| Total       | Khalil Said (EGY) 365 kg              | Omar Yousfi (ALG) 327,5 kg            | Moustapha Ashad (LBA) 280 kg     |       |       |
| +110 kg     |                                       |                                       |                                  |       |       |
| Arraché     | Reda El Batouti (EGY) 160 kg          | Ali Ben Medjghaia (ALG) 135 kg        | non attribuée                    |       |       |
| Épaulé-jeté | Reda El Batouti (EGY) 220 kg          | Ali Ben Medjghaia (ALG) 180 kg        | non attribuée                    |       |       |
| Total       | Reda El Batouti (EGY) 380 kg          | Ali Ben Medjghaia (ALG) 315 kg        | non attribuée                    |       |       |

## Tableau des médailles
- Pays organisateur ( Algérie)

| Rang | Nation  | Or | Argent | Bronze | Total |
| ---- | ------- | -- | ------ | ------ | ----- |
| 1    | Égypte  | 22 | 8      | 0      | 30    |
| 2    | Algérie | 5  | 13     | 3      | 21    |
| 3    | Tunisie | 2  | 2      | 7      | 11    |
| 4    | Maroc   | 1  | 2      | 3      | 6     |
| 5    | Libye   | 0  | 5      | 11     | 16    |